# Phiala similis
Phiala similis is een vlinder uit de familie van de Eupterotidae. De wetenschappelijke naam van de soort is voor het eerst voorgesteld door Per Olof Christopher Aurivillius in een publicatie uit 1911.
De spanwijdte bedraagt 47 millimeter.
De soort komt voor in Zuid-Afrika.